# Gare de La Joux
La halte de La Joux  est une halte ferroviaire française, située sur la commune de Chamonix-Mont-Blanc, en Haute-Savoie.

## Situation ferroviaire
Ce point d'arrêt SNCF est situé au point kilométrique (PK) 25,000 de la ligne Saint-Gervais - Vallorcine.

## La gare

### Accueil et équipement
La halte de La Joux ne dispose pas de bâtiment voyageurs.

### Desserte
La halte de La Joux est desservie par des trains de la SNCF et de la région Auvergne-Rhône-Alpes qui assurent des services TER Auvergne-Rhône-Alpes qui desservent les gares entre Saint-Gervais-les-Bains-Le Fayet et Vallorcine. L’arrêt des trains à cette halte se fait sur demande. Les voyageurs désirant monter dans un train doivent se placer sur le quai en tête de train et faire signe au conducteur. De même, il faut avertir le conducteur pour descendre à cette halte.

## Dessertes et correspondances
| Origine                                       | Arrêt précédent | Train | Train                    | Train | Arrêt suivant | Destination |
| --------------------------------------------- | --------------- | ----- | ------------------------ | ----- | ------------- | ----------- |
| Saint-Gervais-Le Fayet ou Chamonix-Mont-Blanc | Les Tines       |       | TER Auvergne-Rhône-Alpes |       | Argentière    | Vallorcine  |